# Иоасаф (Тимофей)
Митрополит Иоасаф (рум. Mitropolitul Ioasaf, в миру Иван Тимофей, рум. Ivan Timotei; 21 августа 1891 — 16 февраля 1985, Брэила) — епископ Русской православной старообрядческой церкви в Румынии, митрополит Митрополит Белокриницкий и всех древлеправославных христиан.

## Биография
23 марта 1958 года рукоположён во епископа Славского с кафедрой в Славском Успенском монастыре. Хиротонию возглавил митрополит Белокриницкий Тихон (Качалкин).
В 1960 году назначен епископом Браильским и Тульчинским с возведением в сан архиепископа.
15 декабря 1968 года избран митрополитом Белокриницким. Настолование возглавили епископ Славский Амвросий (Анисим) и епископ Молдавский Киприан.
Митрополит Иоасаф рукоположил немало диаконов и священников.
Скончался 16 февраля 1985 года в Брэиле и был похоронен на кладбище при старообрядческом Митрополичьем соборе в Браиле.